# Katharinentor (Kronstadt)
Das Katharinentor (rumänisch Poarta Ecaterinei) ist ein markanter renaissancezeitlicher Torturm der Kronstädter Stadtbefestigung.
Die Aufgabe des Stadttores war Bewachung des Scheiviertels zwischen der Weberbastei und der Schmiedebastei. Am Ende der Katharinenstraße gelegen, die wiederum ihren Namen von dem dortigen Nonnenkloster erhielt, wurde das Tor Katharinentor genannt. Der heutige Torturm wurde 1559 errichtet und ersetzte einen mittelalterlichen Vorgängertorbau. 
Das Tor wurde durch Erdbeben und Brände in den Jahren 1689 und 1738 schwer beschädigt.

## Bauwerk
Der dreigeschossige Turm hat vier Ecktürmchen, die die Blutgerichtsbarkeit symbolisieren, ein mittelalterliches Privileg, das den Kronstädter Ratsherren das Recht gab, die Todesstrafe zu verhängen. 